# Kirche Löwenhagen (Ostpreußen)
Die Kirche in Löwenhagen stammte aus dem Jahr 1613 und war bis 1945 das evangelische Gotteshaus im ostpreußischen Kirchspiel Löwenhagen, dem heute Komsomolsk genannten Ort in der russischen Oblast Kaliningrad (Gebiet Königsberg (Preußen)).

## Geographische Lage
Die Ortschaft liegt südöstlich der Stadt Kaliningrad (Königsberg) an der russischen Fernstraße R 508, die südlich des Pregel (russisch: Pregolja) verläuft. Der Ort ist Bahnstation („Komsomolsk Sapadny“) an der Bahnstrecke Kaliningrad–Nesterow (Königsberg–Stallupönen/Ebenrode), einem Teilstück der einstigen Preußischen Ostbahn, von der vor 1945 hier die nicht mehr vorhandene Bahnlinie nach Angerburg (heute polnisch: Węgorzewo) über Gerdauen (heute russisch: Schelesnodoroschny) abzweigte.
Der Standort der Kirche war südwestlich der Hauptstraße gegenüber dem heute als Kulturzentrum genutzten alten Pfarrhaus.

## Kirchengebäude
Eine Kirche wurde in Löwenhagen im Jahre 1542 in der Zeit des Hans Conrad Baar gebaut, der Löwenhagen von Markgraf Albrecht von Brandenburg als Pfand übernahm. Sie war ganz aus Holz und ohne Turm errichtet.
Als Friedrich Freiherr von Waldburg 1607 Löwenhagen als Besitz erhielt, begann man zwei Jahre später mit dem Bau einer neuen Kirche in massiver Bauart. So entstand 1613 ein schlichter verputzter Backsteinbau. mit dreiseitigem Schluss. Die Kirche war einschiffig mit achteckigem Chor. Im Jahre 1623 fügte man einen Turm an.
Es waren der Kirchenpatron Friedrich von Dönhoff und auch der Hofgerichtsrat Albrecht Siegmund von Wallenrodt, die dafür sorgten, dass das Gotteshaus im Jahre 1692 vergrößert und innen wie außen vollkommen renoviert und neu ausgestattet wurde.
Das Kircheninnere war mit einem hölzernen Tonnengewölbe überdeckt, das Gestühl in zwei Reihen mit einem Mittelgang angeordnet. Emporen waren an beiden Seiten sowie an der Westseite eingezogen. Die einheitliche Barockausstattung wurde der Werkstatt des Königsbergers Isaak Riga zugeschrieben und stammte aus dem zu Ende gehenden 17. Jahrhundert. Im Mittelfeld des Altaraufsatzes – er wurde zu den vollkommensten Werken Rigas gerechnet – war die Kreuzigung Christi dargestellt, darüber seine Grablegung. Die Bekrönung zeigte das Gotteslamm und den segnenden Christus.
Zum Kircheninventar gehörte eine Messingtaufschale aus dem 17. Jahrhundert mit der Abbildung des Sündenfalls. Eine Orgel erhielt die Kirche im Jahr 1730, sie wurde von Georg Sigismund Caspari mit einem Manual und ca. 12 Registern errichtet. Im Jahre 1881 ersetzte August Terletzki aus Elbing die Orgel durch ein neues Instrument. Das Geläut der Kirche bestand aus zwei Glocken.
In den Kämpfen des Zweiten Weltkrieges im Jahre 1945 wurde die Löwenhagener Kirche mit der Gruft des Reichsgrafen von Dönhoff nur leicht beschädigt. In den Nachkriegsjahren jedoch wurde das Gebäude dem Erdboden gleichgemacht. Auf dem Platz, auf dem sie stand, fand am 8. Juli 1993 ein Gottesdienst statt, der an die Kirchweihe vor 380 Jahren erinnerte und der im Beisein des Komsomolsker Bürgermeisters gefeiert wurde. Auf den 1697 an der Kirche angelegten Friedhof weisen heute noch viele der alten Linden und Eichen hin.

## Kirchengemeinde
Obwohl Löwenhagen ein schon älteres Kirchdorf war, wurde hier erst gegen Ende des 16. Jahrhunderts eine eigenständige Kirchengemeinde mit eigenem Pfarrer errichtet. Zuvor war Löwenhagen eine Filialgemeinde der Kirche Borchersdorf (heute russisch: Selenopolje) und unterstand der Aufsicht des Oberhofpredigers in Königsberg (Preußen). Bis 1945 war das dann selbständige und von einer überwiegend evangelischen Bevölkerung bewohnte Kirchspiel Löwenhagen dem Kirchenkreis Königsberg-Land I in der Kirchenprovinz Ostpreußen der Kirche der Altpreußischen Union zugehörig. Das Kirchenpatronat oblag den Grafen von Dönhoff, die ihren Sitz in dem dem Kirchspiel zugehörigen Schloss in Friedrichstein (heute russisch: Kamenka) hatten.
Im Jahr 1925 zählte die Pfarrei insgesamt 1500 Gemeindeglieder, die in zwölf Kirchspielorten lebten. An das ehemalige kirchlich-evangelische Leben in Komsomolsk erinnert heute das noch vorhandene alte Pfarrhaus, das zum Kulturhaus umfunktioniert worden ist.

### Kirchspielorte
In das Kirchspiel Löwenhagen waren vor 1945 zwölf Ortschaften eingepfarrt (* = Schulort):
| Deutscher Name                  | Russischer Name |  | Deutscher Name                         | Russischer Name      |
| ------------------------------- | --------------- |  | -------------------------------------- | -------------------- |
| *Amalienhof                     |                 |  | Klein Barthen                          |                      |
| Birkenwalde                     |                 |  | Klein Hohenhagen                       | Osjornoje            |
| *Fasanerie                      |                 |  | *Löwenhagen                            | Komsomolsk           |
| Friedrichstein                  | Kamenka         |  | Pregelswalde, Kreis Königsberg/Samland |                      |
| *Groß Hohenhagen                | Kaschtanowka    |  | Reichenhagen                           | Schelesnodoroschnoje |
| Horst, Kreis Königsberg/Samland |                 |  | Seewiesen                              |                      |

Von den zwölf Orten existieren jetzt nur noch drei. Die heutige Grenze zwischen dem Rajon Gurjewsk (Kreis Neuhausen) und dem Rajon Gwardeisk (Kreis Tapiau) verläuft mitten durch das einstige Kirchspiel.

### Pfarrer
An der Löwenhagener Kirche amtierten bis 1945 neunzehn evangelische Geistliche:
| - Andreas Zollner - Christoph Mirau, ab 1608 - Heinrich Steinwarter, 1609 - Paul Ballowius, 1609–1615 - Valentin Heinemann, 1615–1621 - Johann Dorsius, 1621–1627 - Heinrich Cäsar, 1627–1669 - Friedrich Wagner, 1669–1673 - (Vakanz) - Friedrich Schmidt, 1694–1707 | - Johann Wulf, 1707–1747 - Johann Reinhard Thiel, 1747–1769 - Johann Schultz, 1769–1775 - Michel Mirwald, 1775–1810 - Christ. Phil. Em. Gebauhr, 1810–1822 - Karl Friedrich Rabe, 1822–1867 - Carl Louis Eugen Winkler, 1867–1888 - Gustav Adolf P.W. Händler, 1888–1892 - Paul Gerhard Winkler, 1892–1931 - Erich Gollnick, 1931–1944 |

Unter den Löwenhagener Geistlichen ragt Johann Schultz heraus, der sich nicht nur als evangelischer Theologe, sondern auch als Phílosoph und Mathematiker einen Namen machte.

### Kirchenbücher
Von den Kirchenbüchern der Kirche Löwenhagen haben sich fast alle erhalten. Sie werden heute im Evangelischen Zentralarchiv in Berlin-Kreuzberg aufbewahrt:
- Taufen: 1627 bis 1944
- Trauungen: 1630 bis 1944
- Begräbnisse: 1628 bis 1944.

Außerdem liegt eine Chronik aus den Jahren 1379 bis 1822 vor.